# Astrid Coppens
Astrid Coppens (geboortenaam Astrid Nuyens, Merksem, 25 januari 1983) is een Belgisch model en actrice, en woonde een tijdje in Los Angeles. Ze is getrouwd met de Belgische regisseur Bram Coppens met wie ze twee dochters heeft. Ondertussen woont ze opnieuw in België.
Toen Coppens bekendheid verwierf was zij gehuwd met de Amerikaanse zakenman John Bryan en werd ze aangesproken als Astrid Bryan.  Voortaan wenst Nuyens enkel nog geassocieerd te worden met de achternaam van haar huidige man Coppens. 
Coppens heeft een broer "De Lau" Laurens Nuyens die via Astrid in Wonderland in Vlaanderen ook een korte bekendheid verwierf.

## Levensloop

### Bryan
In 2005 verhuisde Nuyens naar Los Angeles, waar ze een jaar later huwde met de Amerikaanse zakenman John Bryan. In 2013 ging het stel uit elkaar.

### Coppens
In 2016 trouwde Nuyens met de Belgische regisseur Bram Coppens die ook in Los Angeles woonde. Samen met Bram Coppens kreeg ze in de zomer van 2019 een dochter. In het najaar van 2022 kregen ze een tweede dochter.

## Carrière

### Muziek

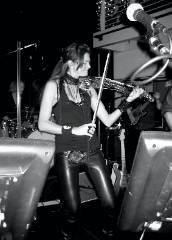
Optreden van Nuyens in Paul Allens studio in Beverly Hills

In 1987 begon ze op vierjarige leeftijd met vioolles bij leraar Dejan Mijajev. Twee jaar later nam ze deel aan diverse wedstrijden en concerten.
In 2008 kreeg Nuyens zangles van Seth Riggs. Ze schreef samen met producer Peter Rafelson enkele liedjes: You Know I Would, Slip Away en Sympathy for the Devil. You Know I Would is de soundtrack geworden voor de film The Pool Boys (2011), waar zij een cameorol in had.
In 2009 werkte Nuyens samen met producer Rob Giles aan haar rockalbum Taking Over.

### Mode
In 2001 werd Nuyens ontdekt tijdens de wedstrijd Elite Model Look, die ze won voor België. Kort daarna vertrok ze naar Milaan, Londen, Parijs en New York en liep modeshows voor Armani, Gucci, Ralph Lauren, Diesel, Gianfranco Ferré en Stella McCartney.
Ze heeft gewerkt voor tijdschriften als Vogue, Elle, Marie Claire en Cosmopolitan en stond ze op de omslag van onder andere Elle. Ook verscheen ze in televisiereclame voor Armani en Colgate.
Sinds 2013 heeft Nuyens haar eigen kledinglijn Astrid Black Label, exclusief voor ZEB.

### Televisie
In 2010 werd Nuyens bekend in Vlaanderen door haar deelname aan het Vlaamse televisieprogramma Vlaamse Hollywoodvrouwen, dat werd uitgezonden op de commerciële zender VTM. In het programma werden vier dames gevolgd die hun leven in België achterlieten voor een sterrenleven in Hollywood.
In april 2011 was Nuyens ook te zien in de zesdelige reeks Nederlandse Hollywoodvrouwen, die uitgezonden werd door de Nederlandse zender Net5. De beelden van Nuyens werden overgenomen van de Vlaamse versie omdat het een groot succes was.
Vanaf 2 september 2011 was Nuyens te zien op VIJFtv (het huidige VIJF) met haar eigen docusoap Astrid in Wonderland. Op 6 april 2012 ging het tweede seizoen van start en in september 2013 al het vijfde. In 2017 startte er op VIJF een nieuwe docusoap rond haar, getiteld Astrid. In 2022 nam ze deel aan De Verraders op VTM. In 2023 was ze gedurende de 2de aflevering gastspeurder in The Masked Singer.
In februari 2024 was Astrid te zien in het programma Natalia en Astrid: Back to reality waarbij Astrid en Natalia Druyts gedurende één maand moesten rondkomen met een zeer bescheiden budget. Veel kijkers waren niet opgezet hoe Astrid en Natalia hiermee omgingen.  Er werd zelfs gesproken over "armoedeporno". Bovendien beweerden buren dat Natalia en Astrid niet de ganse maand lang in het huis verbleven hadden, wat nochtans het opzet van het programma was. De uitzendingen werden daarna stopgezet door VTM.